# A Coruña
A Coruña [a koˈɾuɲa] (galicisch und offiziell; spanisch und ehemals amtlich La Coruña) ist eine Stadt im äußersten Nordwesten von Spanien. Sie ist Hauptstadt der zur Autonomen Gemeinschaft Galicien gehörenden Provinz A Coruña. Die Stadt umfasst eine Gesamtfläche von 38,64 km² und zählt 249.261 Einwohner (Stand: 2024), unter Einbeziehung der Vororte 407.150 Einwohner (Stand: Januar 2009).

## Bevölkerungsentwicklung Gemeinde
Legende: La Coruña___A Coruña

## Gemeindegliederung
Die Gemeinde A Coruña ist in fünf Parroquias gegliedert:
| Parroquias             | Patrozinium  | Einwohner 2024 | Fläche km² | Dichte Einw./km² | Höhe msnm | Ortskennzahl |
| ---------------------- | ------------ | -------------- | ---------- | ---------------- | --------- | ------------ |
| A Coruña               |              | 212.307        | 10,92      | 19.442           | 7         | 15030000100  |
| Elviña                 | San Vicenzo  | 16.959         | 12,27      | 1.382            | 60        | 15030010000  |
| Oza                    | Santa María  | 6.694          | 2,45       | 2.732            | 48        | 15030020000  |
| San Cristovo das Viñas | San Cristovo | 8.254          | 5,75       | 1.435            | 81        | 15030040000  |
| Visma                  | San Pedro    | 3.162          | 7,23       | 437              | 0         | 15030050000  |

## Geschichte
Der natürlich geschützte Hafen von A Coruña wurde von den Phöniziern, Kelten und später den Römern genutzt. Diese errichteten um 110 n. Chr. im damaligen Ardobicum Corunium den Herkulesturm, einen im Norden der Stadt gelegenen Leuchtturm, der noch heute an diese Zeit erinnert und seit Juni 2009 auf der Liste des UNESCO-Welterbes steht.
Während der Herrschaft der Sueben im 5. Jahrhundert war Corunium zeitweise Hauptstadt des Königreiches.

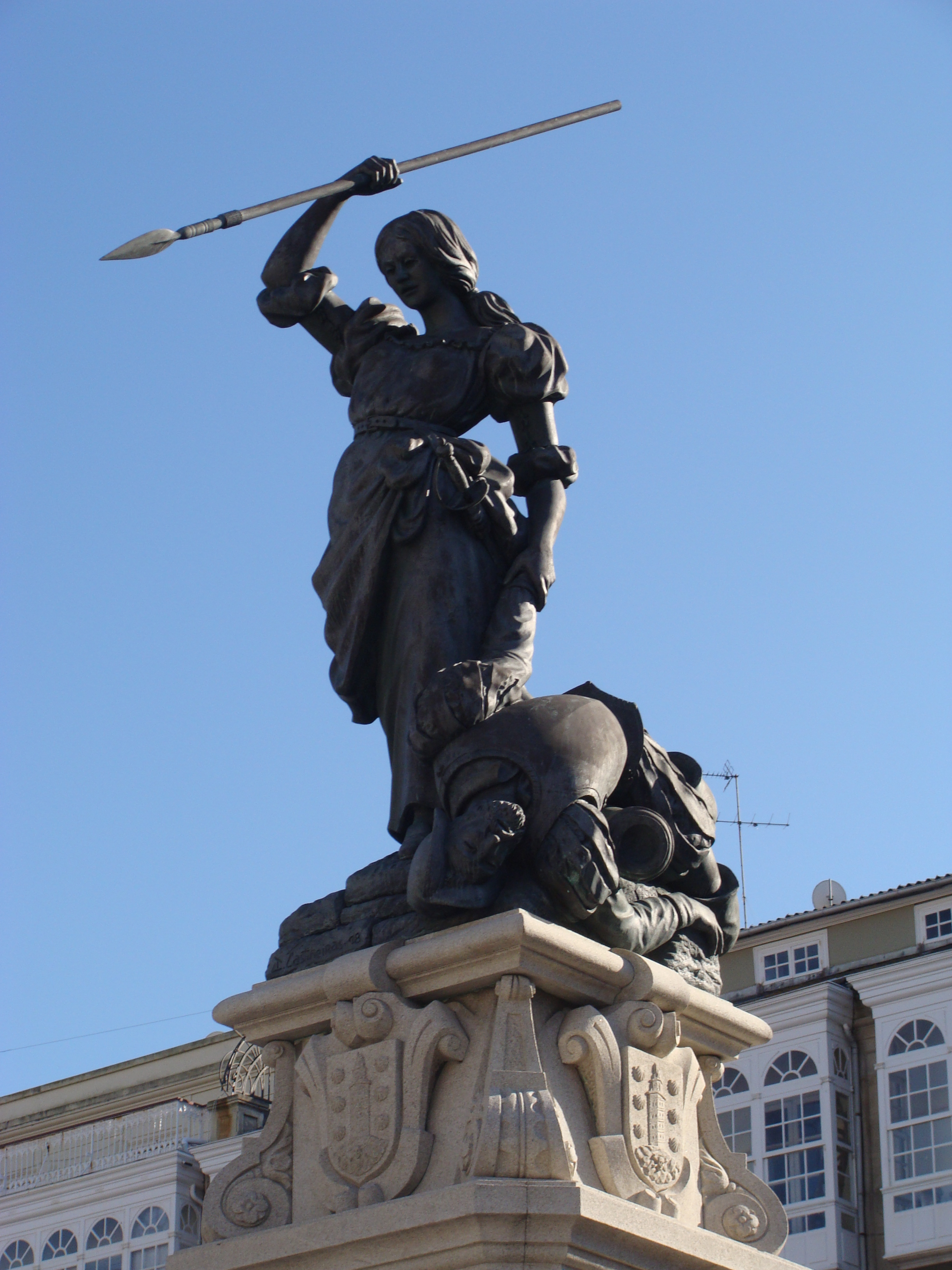
Statue der María Pita

Unter dem spanischen Namen La Coruña findet die Stadt erstmals im 13. Jahrhundert urkundliche Erwähnung. Die Blütezeit der Stadt lag im 14. und 15. Jahrhundert, als sie sich zum Zielhafen englischer Jakobspilger auf dem Weg nach Santiago de Compostela entwickelte. Heute ist die Route des Camino Inglés wieder mit der Jakobsmuschel gekennzeichnet. Im Jahr 1588 war die Stadt Ferrol (Provinz A Coruña) Station der spanischen Armada auf ihrem Weg nach England. In der Folge wurde A Coruña im Jahr 1589 von einem englischen Flottenverband unter der Führung von Sir Francis Drake angegriffen, dabei jedoch nicht eingenommen. Die erfolgreiche Verteidigung der Stadt wird, gemäß der Überlieferung, mit der Bürgerin María Pita in Zusammenhang gebracht, nach der auch heute noch der Hauptplatz der Stadt benannt ist. María Pita, eine Metzgersfrau, hob sich bei der Bekämpfung der englischen Freibeuter um den Piraten Sir Francis Drake 1589 durch ihre Hartnäckigkeit hervor. Sie wird heute noch als Heldin und als Symbol für Freiheit gesehen.
Während des Spanischen Unabhängigkeitskrieges (1808–1814) fand am 16. Januar 1809 die Schlacht bei A Coruña statt. Dort bekämpften sich ein französisches Heer unter Marschall Soult und ein britisches Expeditionsheer unter Sir John Moore. Die Schlacht endete unentschieden.
Unmittelbar zu Beginn des Spanischen Bürgerkrieges gelang es dem putschenden Militär, die Kontrolle über A Coruña zu erlangen. Republikaner versuchten verzweifelt, den Putsch in blutigen Kämpfen niederzuringen. Bei diesen Kämpfen versuchten unzählige Republikaner ohne Waffen vergeblich, die Kaserne der Guardia Civil zu erstürmen. Armeeoffiziere, Sturmgardisten (städtische Polizei) und 200 Zivilgardisten, die sich dem Militärputsch widersetzt hatten, wurden von dem putschenden Militär getötet, ferner unter anderem der Oberbefehlshaber der Region, General Enrique Salcedo, der Ortskommandant von A Coruña General Rogelio Caridad Pita und der Zivilgouverneur Pérez Carballo mit seiner schwangeren Frau Juanita Capdevilla. A Coruña wurde zum Zentrum des Militärputsches und eine Bastion der Nationalisten in Galicien.

## Klima
A Coruña hat ein Warm-Sommer-Mittelmeerklima (Klimaklassifikation nach Köppen und Geiger: Csb). Die Stadt ist direkt am Atlantik gelegen und ist durch ein entsprechend mildes Klima gekennzeichnet. Temperaturen unter 10 °C sind selten, dafür befindet sich A Coruña im niederschlagsreichsten Gebiet Spaniens.
|                        | Jan  | Feb  | Mär  | Apr  | Mai  | Jun  | Jul  | Aug  | Sep  | Okt  | Nov  | Dez  |   |       |
| Mittl. Temperatur (°C) | 10,8 | 11,1 | 12,4 | 13,0 | 15,0 | 17,4 | 19,0 | 19,6 | 18,6 | 16,1 | 13,3 | 11,5 | ⌀ | 14,8  |
| Mittl. Tagesmax. (°C)  | 13,5 | 14,1 | 15,5 | 16,2 | 18,1 | 20,6 | 22,1 | 22,8 | 22,0 | 19,1 | 16,0 | 14,1 | ⌀ | 17,9  |
| Mittl. Tagesmin. (°C)  | 8,1  | 8,0  | 9,2  | 9,9  | 12,0 | 14,3 | 15,9 | 16,4 | 15,2 | 13,0 | 10,5 | 8,9  | ⌀ | 11,8  |
|                        |      |      |      |      |      |      |      |      |      |      |      |      |   |       |
| Niederschlag (mm)      | 112  | 88   | 75   | 88   | 74   | 44   | 34   | 35   | 64   | 130  | 138  | 131  | Σ | 1013  |
|                        |      |      |      |      |      |      |      |      |      |      |      |      |   |       |
| Sonnenstunden (h/d)    | 3,3  | 4,3  | 5,2  | 5,8  | 6,5  | 7,5  | 7,7  | 7,9  | 6,4  | 4,8  | 3,6  | 3,0  | ⌀ | 5,5   |
|                        |      |      |      |      |      |      |      |      |      |      |      |      |   |       |
| Regentage (d)          | 14,0 | 12,0 | 11,5 | 13,3 | 11,1 | 6,7  | 5,5  | 5,7  | 7,9  | 12,9 | 14,3 | 14,6 | Σ | 129,5 |
|                        |      |      |      |      |      |      |      |      |      |      |      |      |   |       |
| Luftfeuchtigkeit (%)   | 75   | 73   | 72   | 73   | 75   | 76   | 77   | 77   | 76   | 77   | 77   | 75   | ⌀ | 75,3  |

| 8,1 |

| 8,0 |

| 9,2 |

| 9,9 |

| 12,0 |

| 14,3 |

| 15,9 |

| 16,4 |

| 15,2 |

| 13,0 |

| 10,5 |

| 8,9 |

| 8,1 |

| 8,0 |

| 9,2 |

| 9,9 |

| 12,0 |

| 14,3 |

| 15,9 |

| 16,4 |

| 15,2 |

| 13,0 |

| 10,5 |

| 8,9 |

## Gegenwart
In den letzten Jahren ist die Stadt durch verschiedene Infrastruktur- und Stadtentwicklungs-Projekte, insbesondere im Bereich des Verkehrs, der Kultur, des Sports und der Freizeit weiterentwickelt worden. Erhöhte Anstrengungen wurden insbesondere unternommen, um den Küstenbereich (Strand und Promenade) der Stadt wiederherzustellen. Diese Bemühungen sind darauf gerichtet, den traditionellen Charakter der Stadt, der seit Jahrzehnten von der ansässigen Verwaltung, vom Handel, vom Hafen und vom Tourismus geprägt worden ist, in das 21. Jahrhundert zu übertragen. Auf dem Gebiet der Wissenschaft hat insbesondere die vom Stadtrat im Jahr 1983 gegründete Institution „Haus der Wissenschaften“ eine überregionale Bedeutung erlangt. Zu dieser Institution gehören das Planetarium, das populärwissenschaftliche „Haus des Menschen“ (Domus) sowie das Aquarium „Aquarium Finisterrae“ (Casa de los Peces) der Stadt.

## Sehenswürdigkeiten

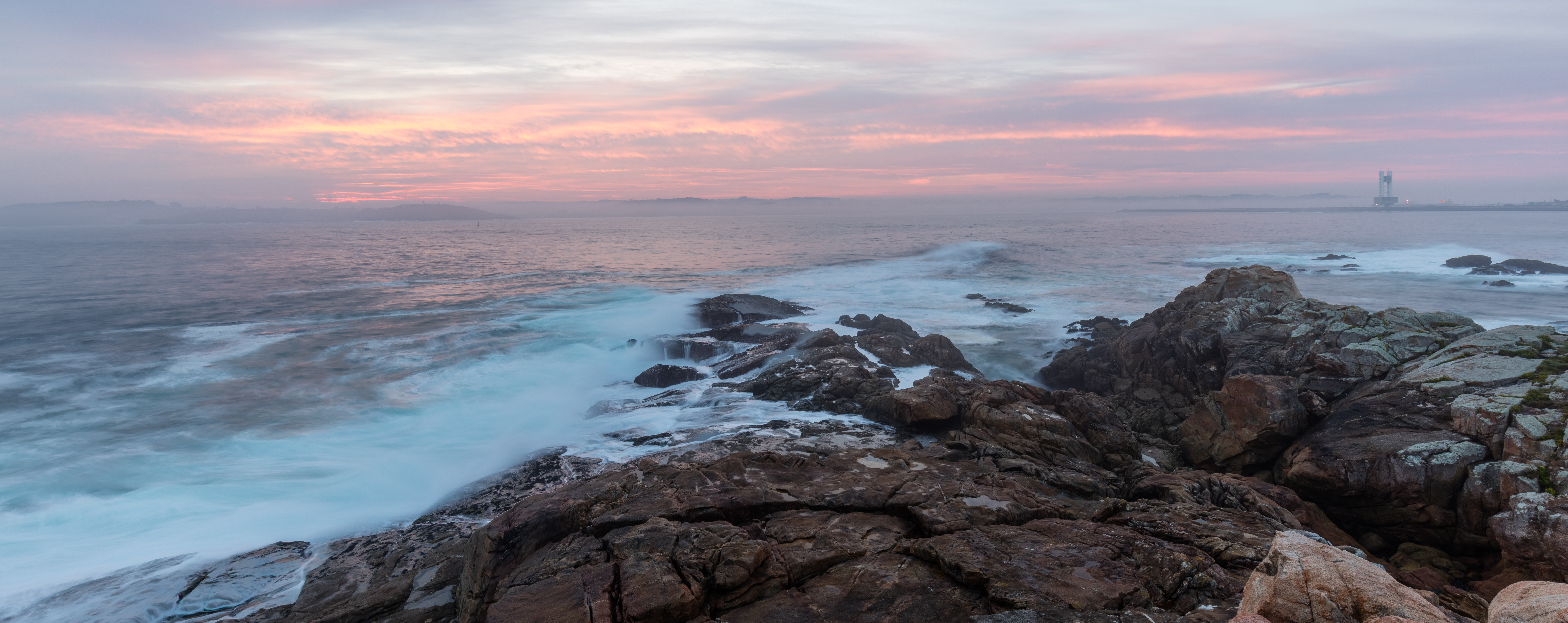
Küste bei A Coruña bei Sonnenaufgang
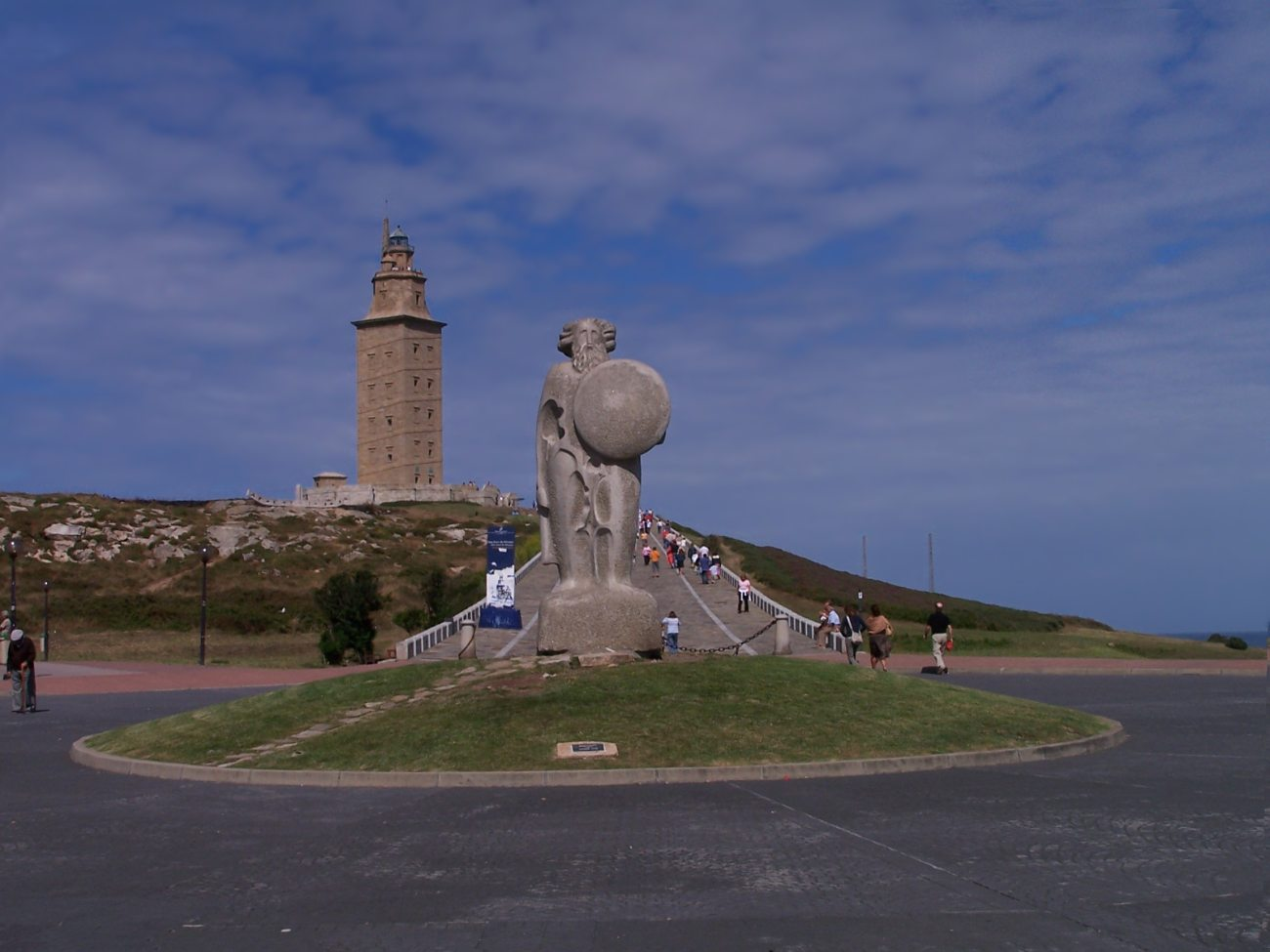
Denkmal und Herkulesturm (2005)
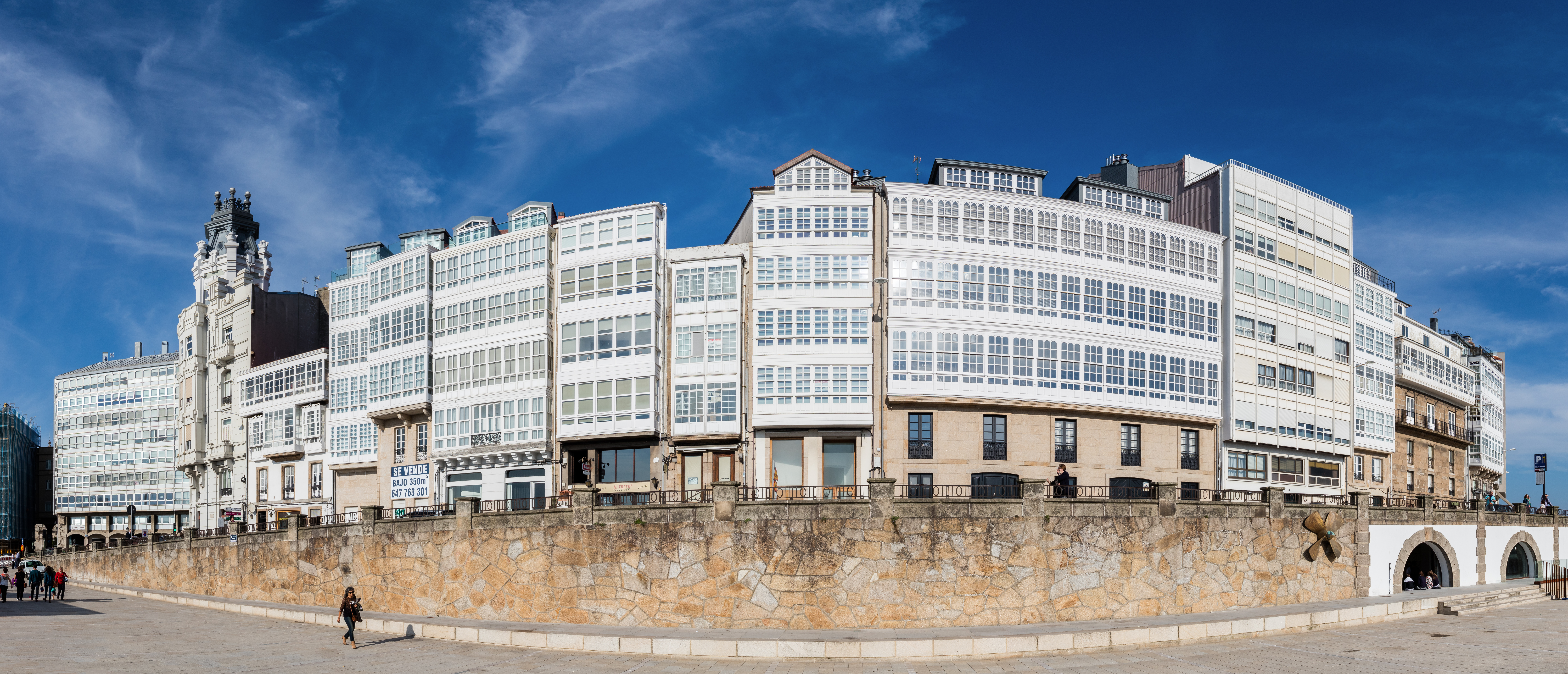
Galeriehäuser am Hafen
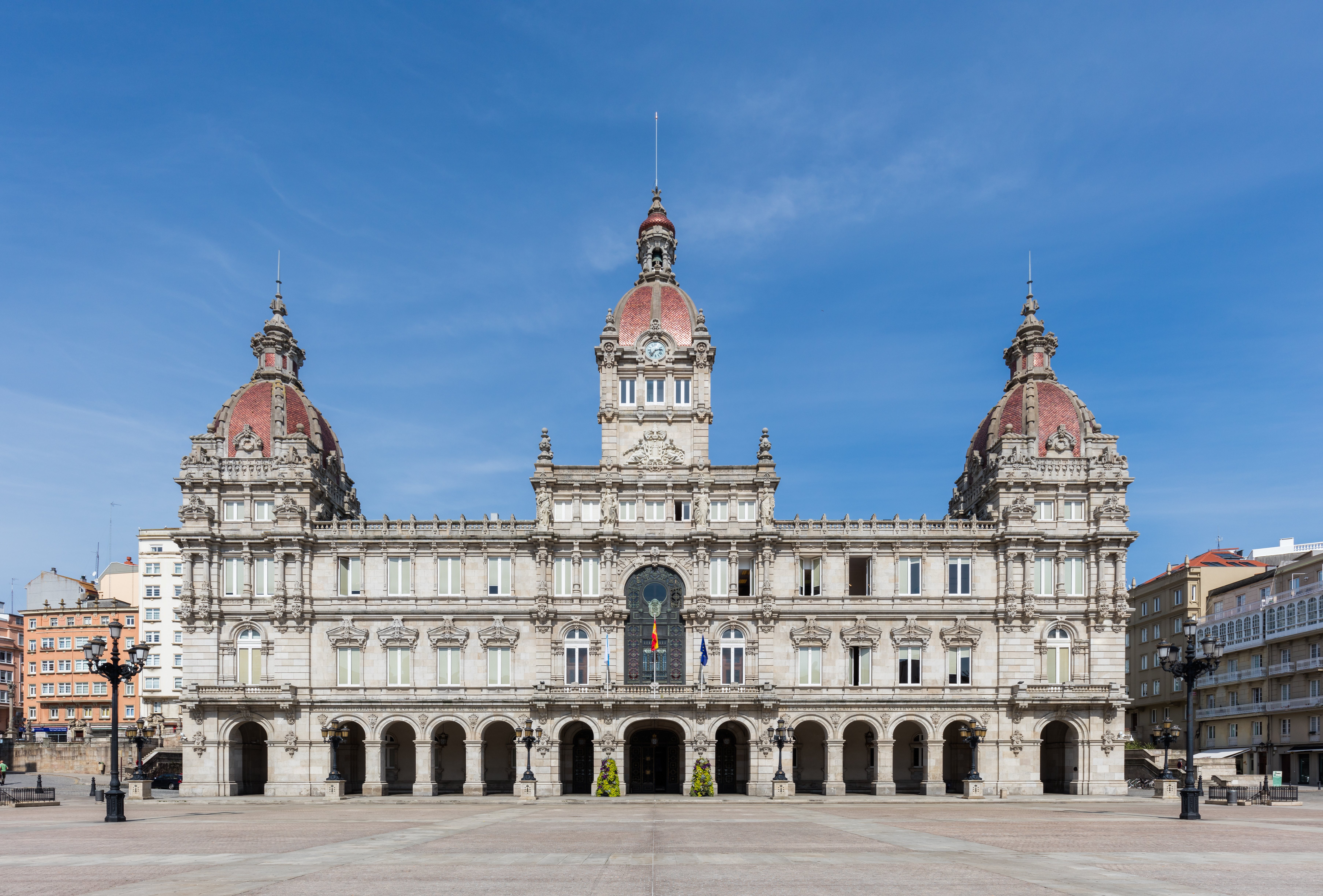
Rathaus
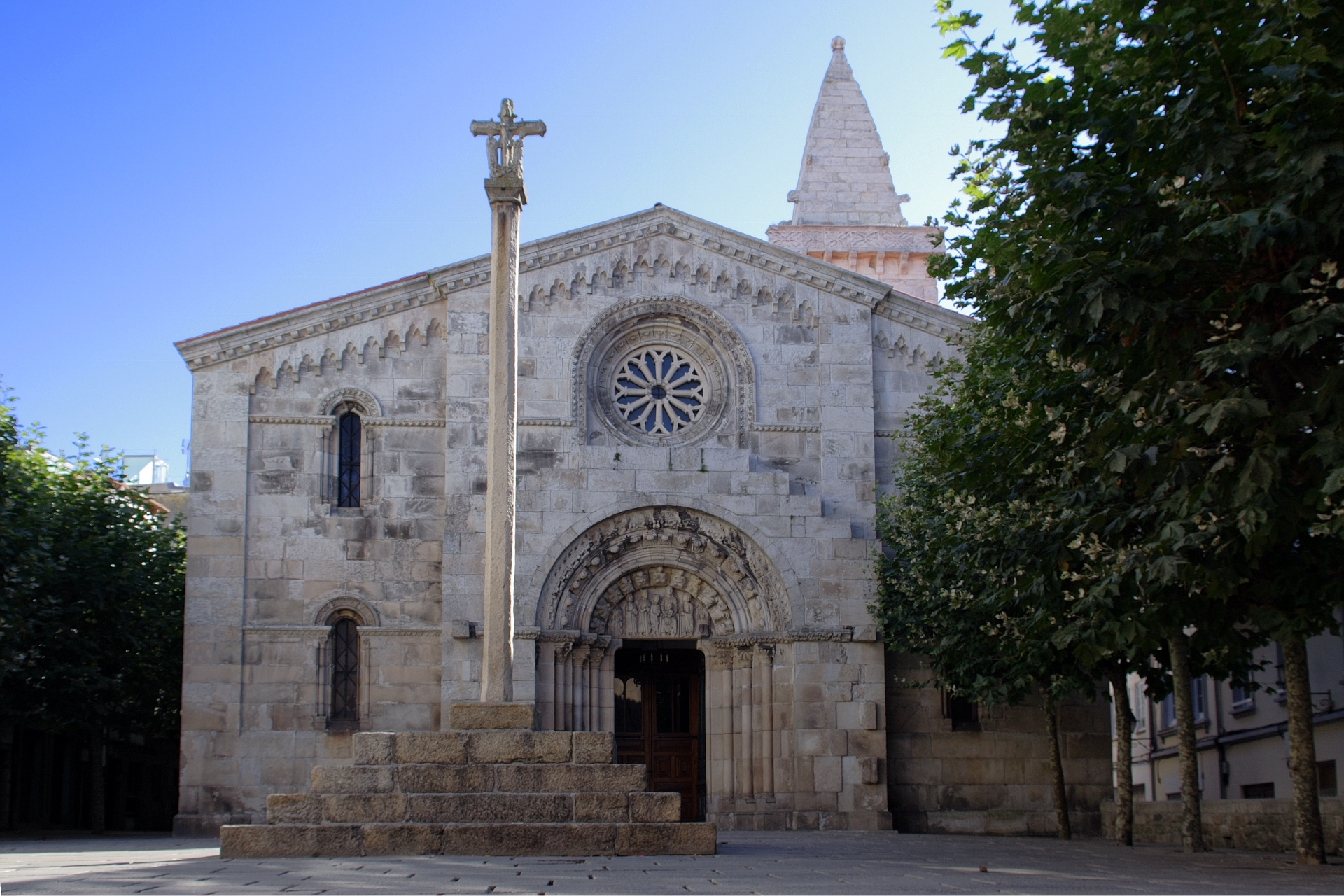
Santa Maria do Campo
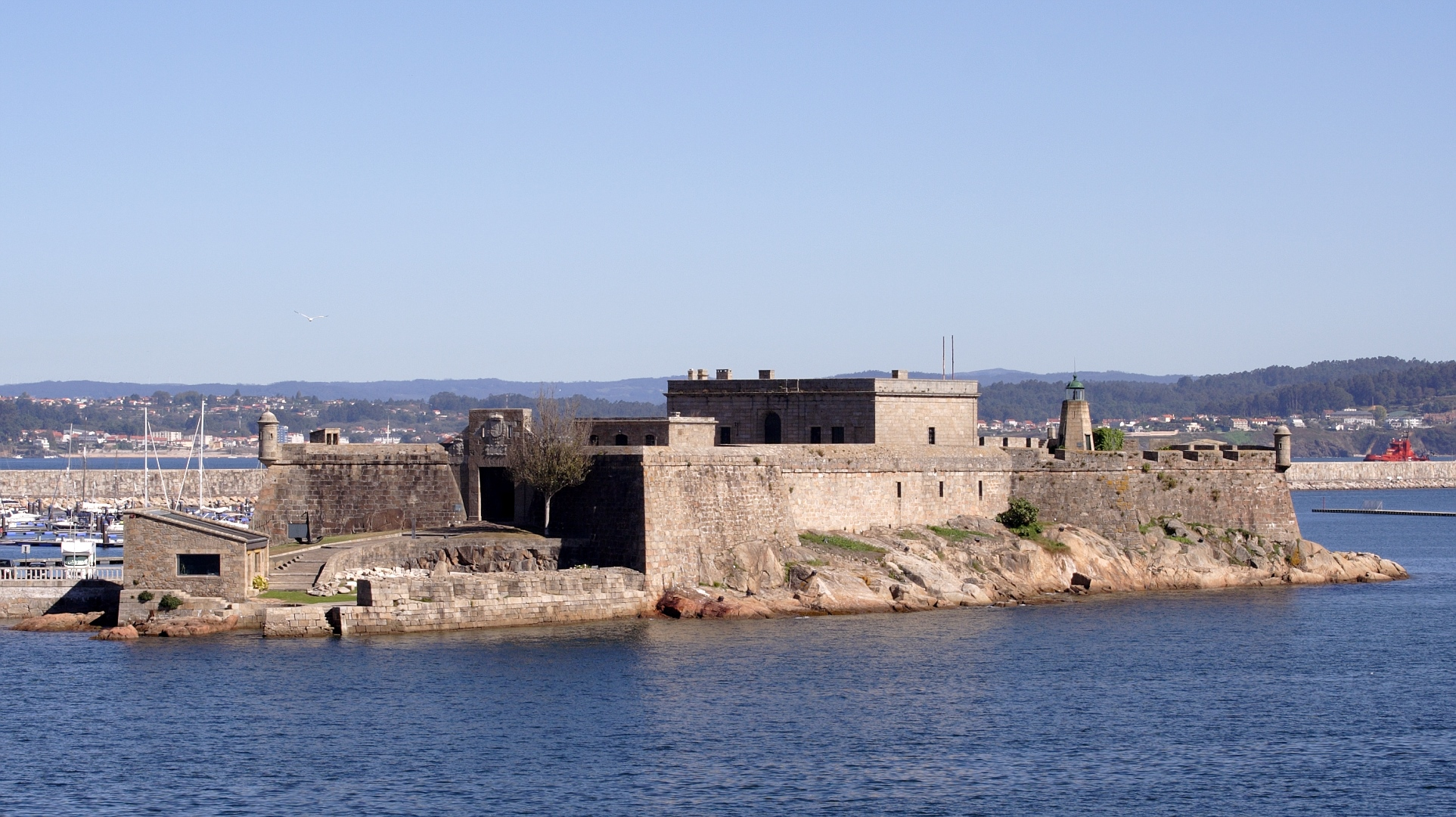
Castelo de Santo Anton im Hafen
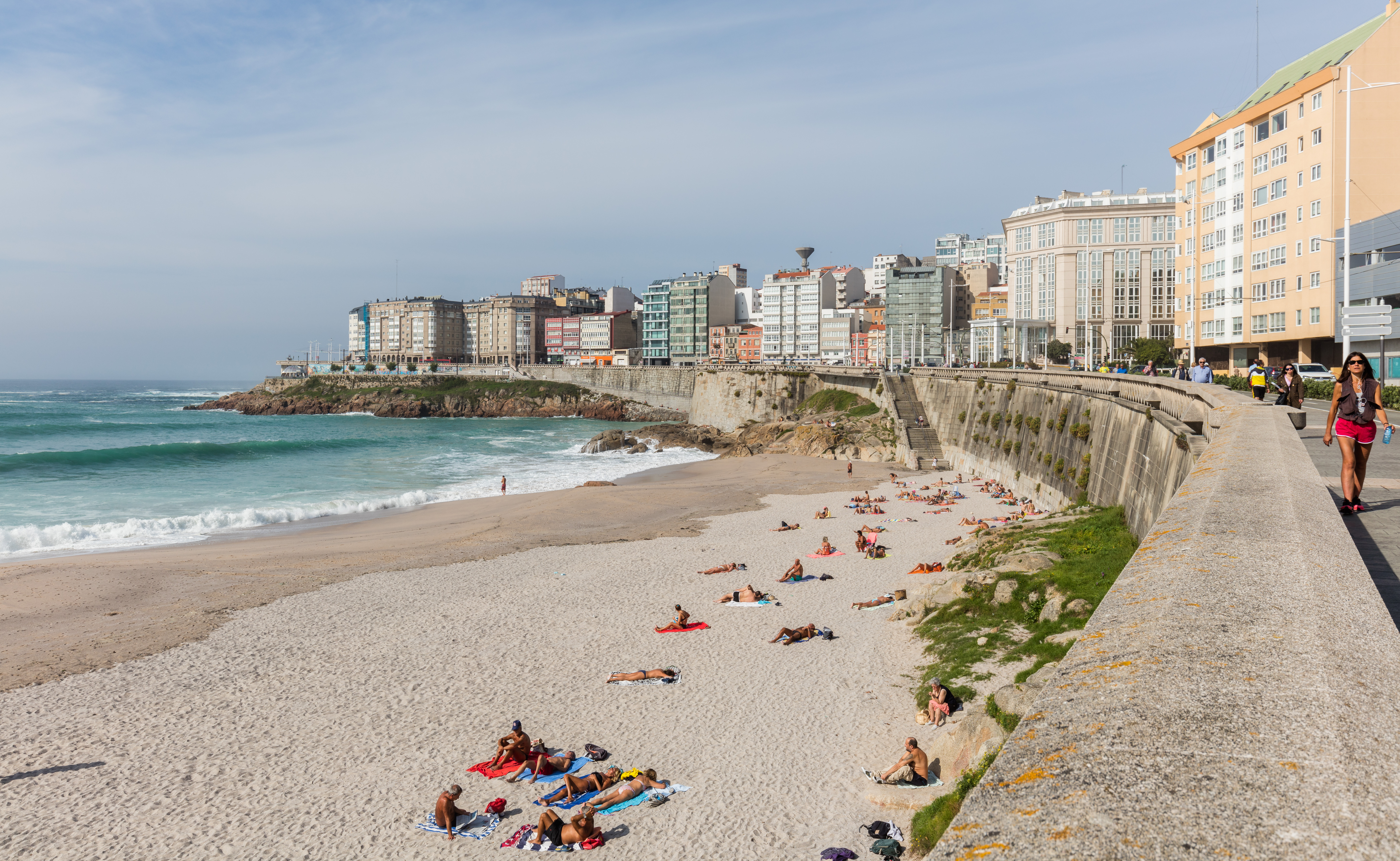
Strand von A Coruña
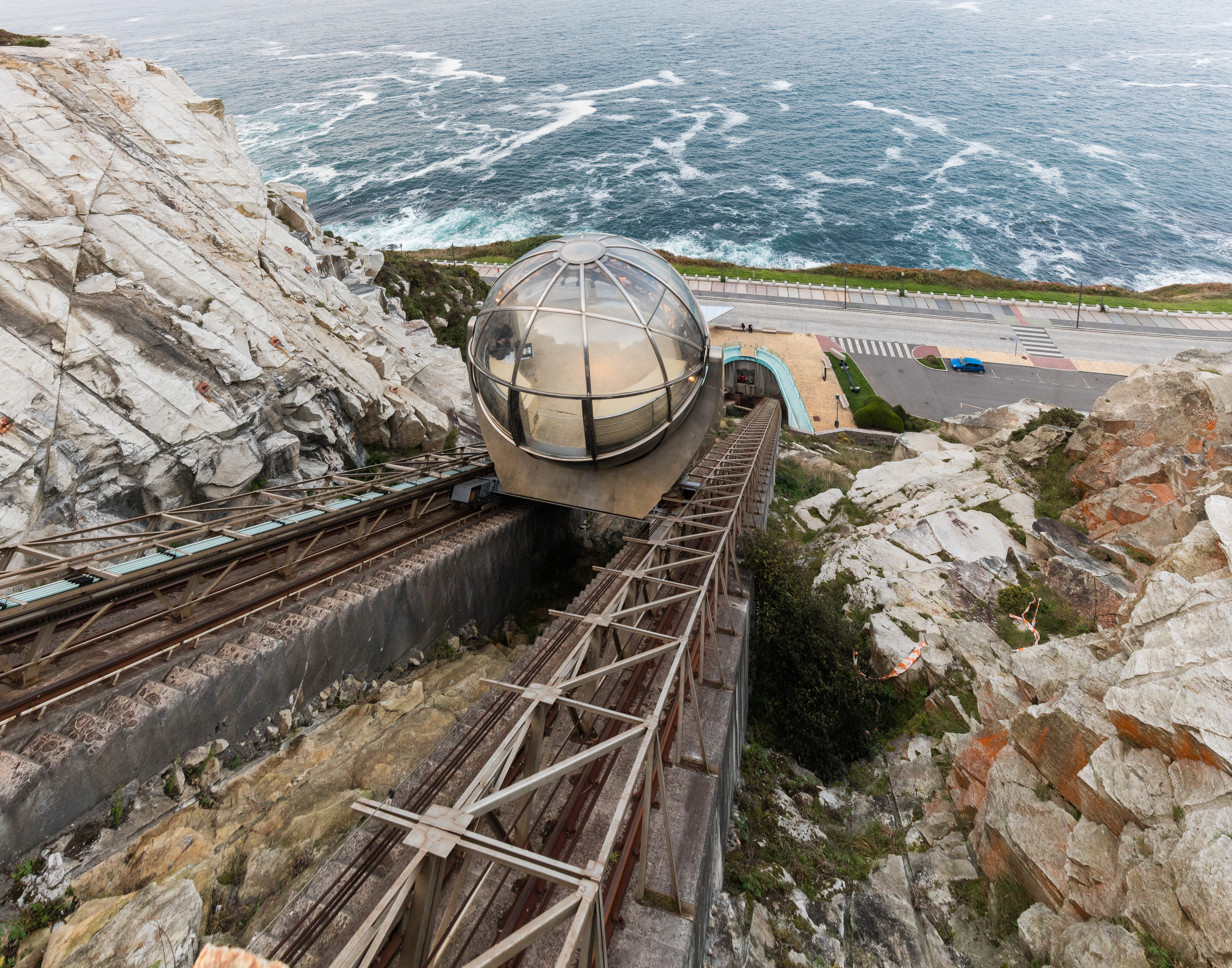
Aufzug zum Sankt-Peter-Berg
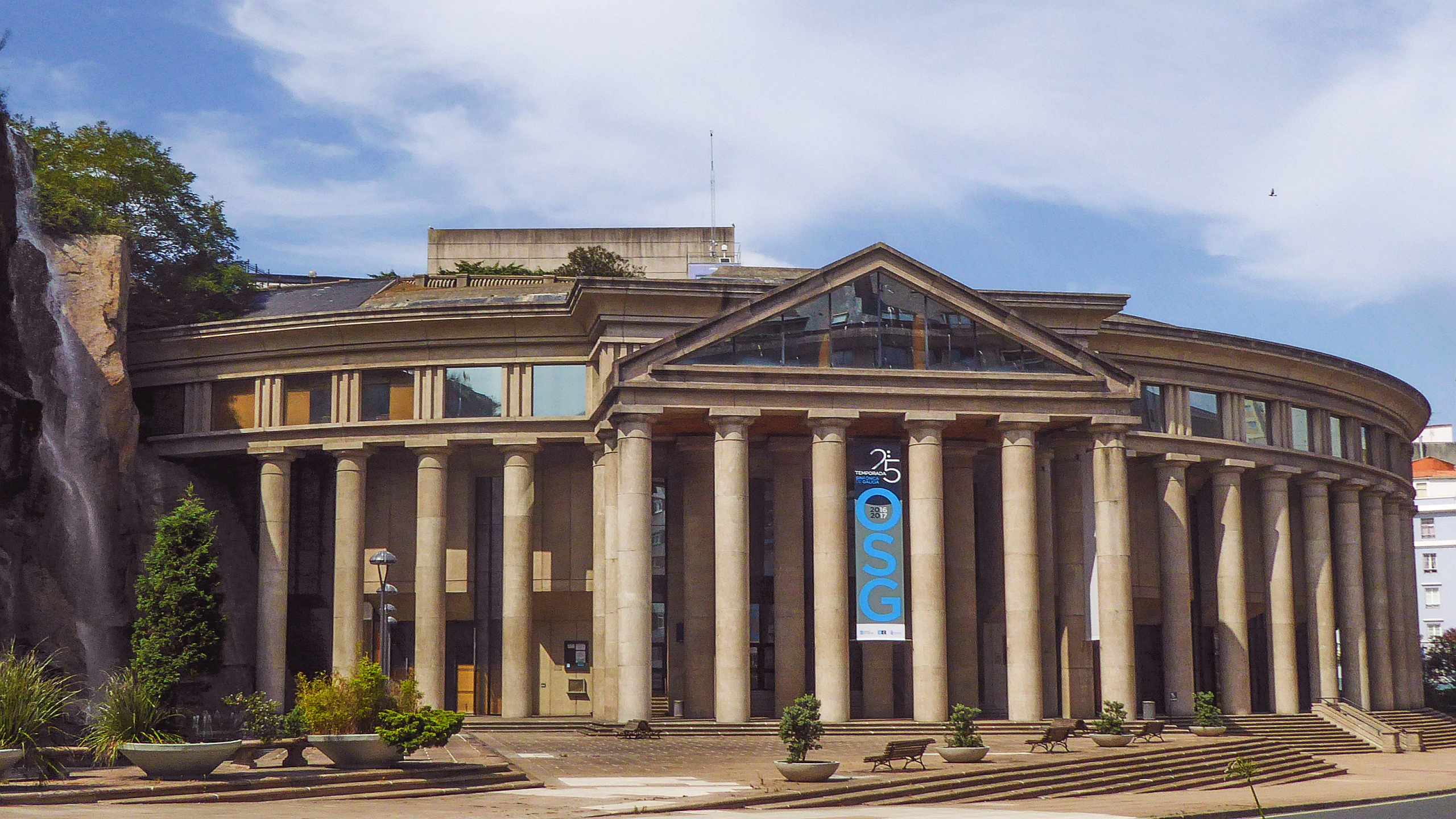
Palacio de la Ópera (mit Wasserfall links)
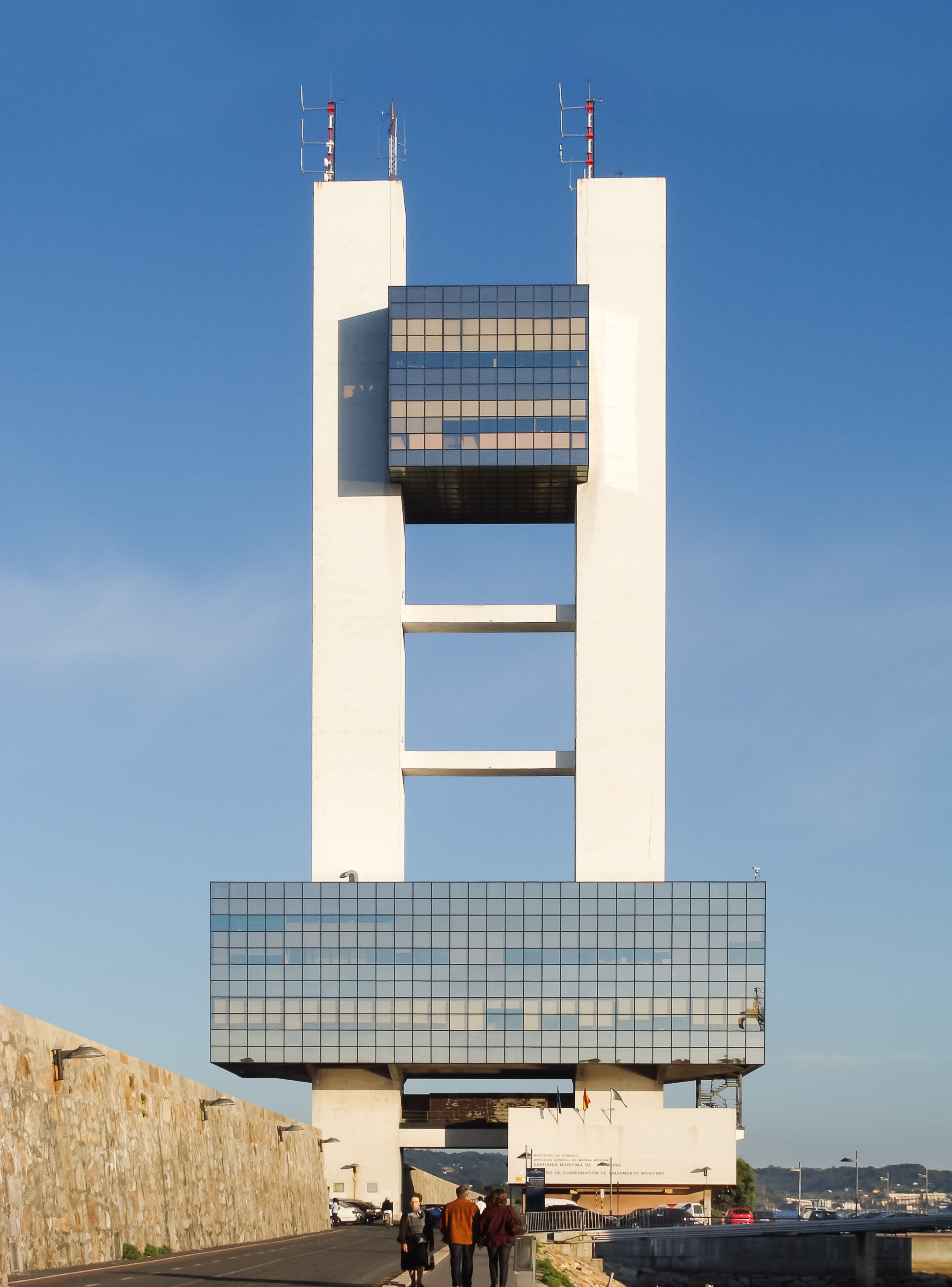
Seekontrollturm A Coruña

Sehenswert sind unter anderem die Stadtstrände (Riazor, Orzan) und der mit Galerie-Häusern umgebene Hafen. Der Herkulesturm gilt als ältester in Betrieb befindlicher Leuchtturm der Welt. 2009 wurde er zum Weltkulturerbe ernannt.

### Sonstige Bauwerke
Die Endesa Termic ist seit Fertigstellung im Jahr 1974 mit einer Höhe von 356 Metern immer noch einer der höchsten Schornsteine in Europa.

## Wirtschaft
| Ackerbau, Viehzucht und Fischerei                                                  | 0669   | 00,68  |
| Industrie                                                                          | 08.010 | 08,10  |
| Bauwirtschaft                                                                      | 05.575 | 05,64  |
| Dienstleistungsbetriebe                                                            | 84.641 | 085,59 |
| Total                                                                              | 98.895 | 100,00 |
| * Daten aus dem Statistischen Amt für Wirtschaftliche Entwicklung in Galicien, IGE |        |        |

Die Provinz A Coruña ist die derzeit reichste Region Galiciens und erwirtschaftete ca. ein Drittel des galicischen BIPs. Die größte Bedeutung hat der Dienstleistungssektor und dort insbesondere der Finanzsektor, gefolgt von Hafenaktivitäten wie Handel und Fischerei. Der industrielle Sektor ist von geringerer Bedeutung.

### Hafen
A Coruña besitzt mit einer Wasserfront von sechs Kilometern und einem jährlichen Handelsvolumen von ca. 13 Millionen Tonnen den größten Hafen Galiciens. Die größten Umschlagsmengen sind Flüssigmassengüter wie Rohöl und Bioethanol, gefolgt von festen Massengütern wie Kohle, Holz, Zement und Erzen. Andere Güter und der Containerverkehr spielen nur eine geringere Rolle. Die angelandete Fischmenge ist die zweitgrößte Galiciens, und der Fischmarkt ist einer der bedeutendsten Spaniens. Der Hafen ist auch Zwischenstation von Kreuzfahrtschiffen. So zählte die Stadt im Jahr 2024 etwa 400.000 Besucher von 166 Schiffen. An der Av. Porto da Coruña befindet sich für Sportboote ein Stadthafen unmittelbar im Zentrum der Stadt.
Seit 2018 wird ein weiterer Hafen westlich des Stadtzentrums in Langosteira de Fóra errichtet, der 2020 in Betrieb gehen soll. Er soll vor allem dem Umschlag von Öl und anderen Flüssigkeiten dienen. Gleichzeitig werden die benachbarten Anlagen der Polymerchemie erweitert.
[veraltet]

### Industrie
Die Stadt beherbergt zwei Industriegebiete mit mehr als 600 Unternehmen. Darunter eine Ölraffinerie der Firma Repsol YPF und ein Betrieb des Aluminiumproduzenten Alcoa. Weiterhin ist A Coruña Sitz von Fadesa Inmobiliaria, einem führenden (und ehemals im IBEX 35 notierten) Immobilienunternehmen. Auch der Konzern Inditex, der mit seinen Marken wie etwa Zara zu den größten Textilkonzernen der Welt gehört, hat seinen Sitz in A Coruña, wenngleich sich die Konzernzentrale mittlerweile in der Nachbargemeinde Arteixo befindet.

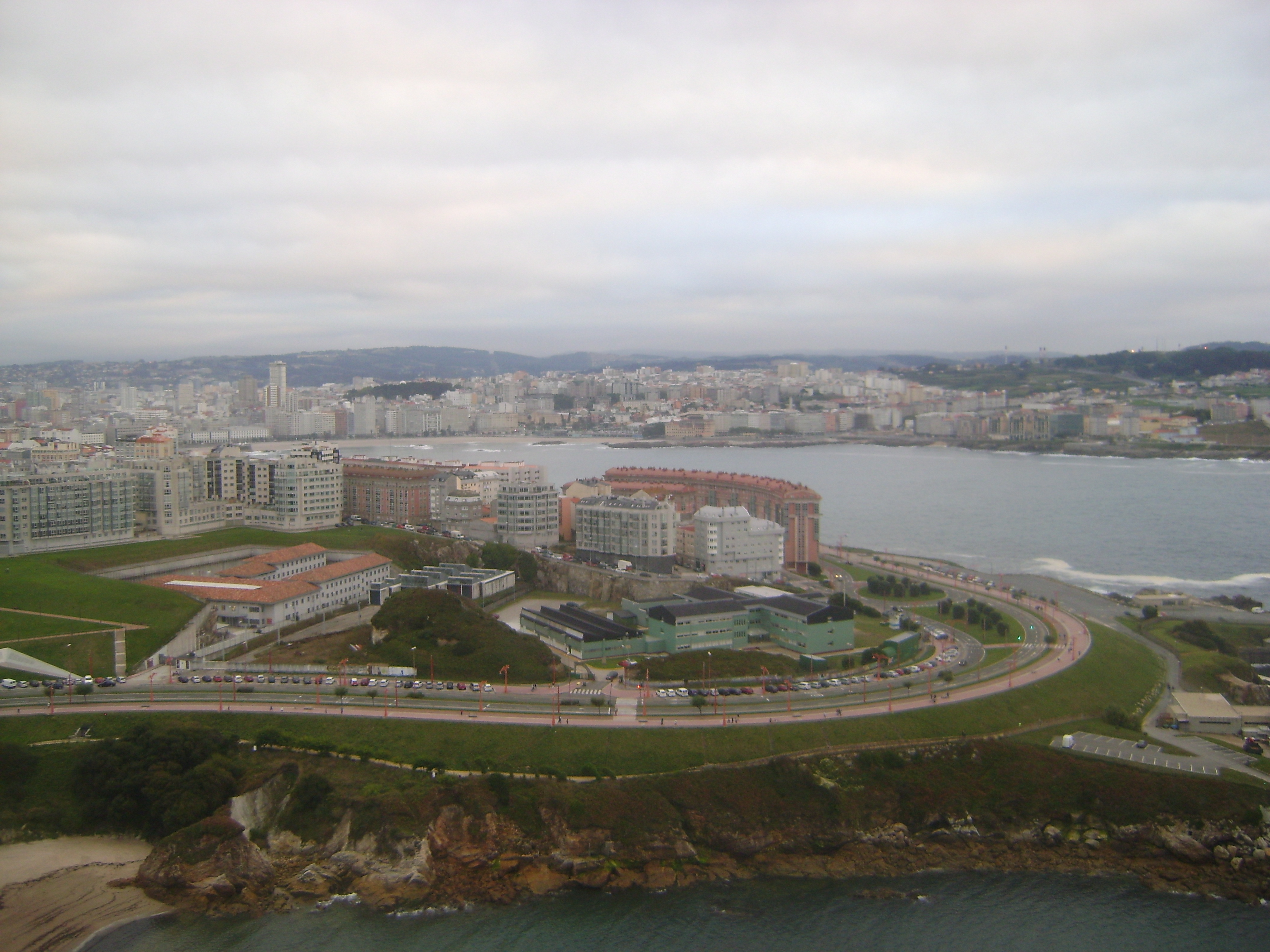
Uferstraße am Rand des Stadtviertels Monte Alto

### Tourismus
Der Tourismus in der Stadt ist in den letzten Jahren, nicht zuletzt durch den Besuch von Kreuzfahrtschiffen, stark gewachsen. So konnte A Coruña 2006 erstmals so viele Besucher begrüßen, wie es Einwohner hat. Einer der Anziehungspunkte ist die Strandpromenade, die nach ihrer endgültigen Fertigstellung 13 km messen wird. Weitere Sehenswürdigkeiten sind das an der Hafenmole gelegene Castillo de San Anton aus dem 16. Jahrhundert, in dem sich heute das archäologische Museum befindet, der Herkulesturm und das Museo de Belas Artes, in dem unter anderem Werke von Goya zu sehen sind. Die älteste Kirche der Stadt ist die dem heiligen Jakobus geweihte Ingesa de Santiago aus dem 12./13. Jahrhundert. Die beiden wichtigsten Strände der Stadt sind Orzán und Riazor, die sich unterhalb der Strandpromenade befinden. Das wichtigste touristische Ereignis ist die jährlich am 23. Juni begangene Nacht des San Juan, welche mit Hexenumzug, Feuerwerk und Johannisfeuern auf den Stadtstränden begangen wird.

### Verkehr

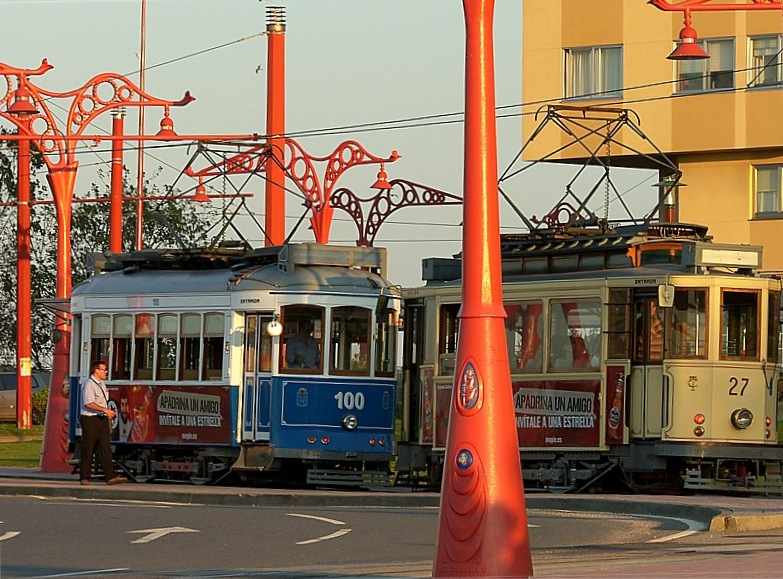
Zwei Triebwagen der von 1997 bis 2011 verkehrenden zweiten Straßenbahn

Trotz des hügeligen Geländes der Umgebung verbindet ein Netz von A Coruña mit anderen Städten Galiciens sowie mit Madrid und Portugal. Die Autobahn von/nach Madrid ist großenteils gebührenfrei, um die extreme Randlage der Region zu kompensieren.
Der innerstädtische öffentliche Personennahverkehr wird vollständig mit Bussen abgewickelt, überwiegend auch der regionale und überregionale Personenverkehr. Der Bahnhof hat geringe Bedeutung, bietet aber tägliche Verbindungen nach Madrid. Der kleine Flughafen bietet derzeit ausschließlich Inlandsverbindungen an.
Von 1903 bis 1962 existierte eine Straßenbahn, die in den ersten zehn Jahren mit Pferden, dann elektrisch betrieben wurde. Eine 1997 als Touristenbahn neu gebaute Strecke mit Nostalgiefahrzeugen, die zur Keimzelle eines modernen Niederflurnetzes werden sollte, scheiterte an veränderten politischen Mehrheiten. Der Betrieb wurde im Jahr 2011 wieder eingestellt.
Im Zeitraum 1948 bis 1979 besaß die Stadt ein ausgedehntes Netz von Oberleitungsbuslinien.

## Hochschulen
Die Universität A Coruña (galicisch Universidade da Coruña) ist eine 1989 gegründete staatliche Universität, die ihren Sitz und mehrere Campus (Elviña, Zapateira, Riazor und Oza) in der Stadt hat. Im Jahr 2022 beschäftigte sie ein akademisches Personal von mehr als 1.400 Forschern und Hochschullehrern und hatte über 17.000 Studierenden in 26 Departments.
Zudem befindet sich in A Coruña ein Campus der privaten Universidad Intercontinental de la Empresa (UIE), ein mit der UNED assoziiertes Zentrum und ein Sitz der Universidad Internacional Menéndez Pelayo.

## Sport
Die Stadt beherbergt den Fußballverein Real Club Deportivo de La Coruña, der seit Ende der 1990er Jahre mehrmals erfolgreich in der UEFA Champions League spielte.
Im Verein Real Sociedad Deportiva Hípica de La Coruña werden zahlreiche Sportarten angeboten; die Handball-Frauen waren ein Mal spanischer Meister.

## Söhne und Töchter der Stadt
- Amancio Amaro Varela (1939–2023), Fußballspieler und -trainer
- Nadia Calviño (* 1968), Politikerin
- Maria Casarès (1922–1996), Schauspielerin
- Antonio Casas (1911–1982), Schauspieler
- Adri Castro (* 1998), Fußballspieler
- María do Mar Castro Varela (* 1964), Politikwissenschaftlerin
- Manuel Chorens (* 1916), kubanischer Fußballspieler
- Eduardo Dato (1856–1921), Jurist und Ministerpräsident
- Beny Deus (1919–1989), Schauspieler
- Andrés Manuel Díaz (* 1969), Leichtathlet, Olympiateilnehmer
- Gérard Analect Vincent Encausse (1865–1916), französischer Okkultist und Esoteriker
- Roberto Fraga (* 1960), Spieleautor
- Andrés Gaos (1874–1959), Komponist, Violinist und Musikpädagoge
- José Jaspe Rivas (1906–1974), Schauspieler
- Salvador de Madariaga (1886–1978), Diplomat und Schriftsteller
- Rubén Martínez (* 1984), Fußballtorhüter
- Susana Martinez-Conde (* 1969), spanisch-amerikanische Neurowissenschaftlerin
- Ramón Menéndez Pidal (1869–1968), Philologe und langjähriger Präsident der Real Academia Española
- Rosalía Mera (1944–2013), Textilunternehmerin, Mitbegründerin der Modekette Zara und des Inditex-Konzerns
- José María Merino (* 1941), Schriftsteller, Mitglied der Real Academia Española
- José Millán Astray (1879–1954), Militär und Begründer der Fremdenlegion
- Pedro Mosquera (* 1988), Fußballspieler
- Nico (* 2002), Fußballspieler
- Amando de Ossorio (1918–2001), Filmregisseur
- Emilia Pardo Bazán (1851–1921), Schriftstellerin und Feministin
- Antón M. Pazos (* 1951), Historiker
- María Pujalte (* 1966), Schauspielerin
- Lola Pereira Varela (* 1954), Autorin, Dozentin und Umweltschützerin
- Lucas Pérez (* 1988), Fußballspieler
- Emilio Pérez Touriño (* 1948), Wirtschaftswissenschaftler und Politiker, Präsident der Regionalregierung
- Miguelanxo Prado (* 1958), Comiczeichner
- Íñigo Quintero (* 2001), Sänger
- Antonio Rama García (* 1982), Handballtrainer
- Fernando Rey (1917–1994), Schauspieler
- Rubén Río Iglesias (* 1997), Handballspieler
- Rubén Rivera (* 1985), Fußballspieler
- Antonio Rodríguez Dovale (* 1990), Fußballspieler
- Fernando Romay Pereiro (* 1959), Basketballspieler
- Luis Suárez (1935–2023), Fußballspieler
- Sofía Toro (* 1990), Seglerin